# Питтас, Иоаннис
Иоаннис Питтас (греч. Ιωάννης Πίττας; 10 июля 1996, Лимасол, Кипр) — кипрский футболист, нападающий болгарского клуба ЦСКА (София) и сборной Кипра.
Сын Памбоса Питтаса.

## Биография

### Клубная карьера
Дебютировал в чемпионате Кипра в составе клуба «Аполлон» 31 октября 2015 года в матче 9-го тура против клуба «Докса», в котором вышел на замену на 90-й минуте. Вместе с клубом дважды становился обладателем Кубка Кипра в 2016 и 2017 годах. Сезон 2018/19 отыграл на правах аренды за клуб «Эносис», в котором провёл 28 матчей и забил 9 голов.

### Карьера в сборной
Впервые был вызван в сборную Кипра в июне 2019 года на матчи отборочного турнира чемпионата Европы 2020 со сборными Шотландии и России. 8 июня дебютировал за сборную в матче против Шотландии, в котором вышел на замену на 80-й минуте, заменив Андреаса Макриса.

## Достижения
«Аполлон» Лимасол
- Обладатель Кубка Кипра: 2015/16, 2016/17
- Обладатель Суперкубка Кипра: 2016

## Личная жизнь
Его отец Памбос Питтас (р. 1966) — также был профессиональным футболистом. Провёл 83 матча за сборную Кипра, что является четвёртым лучшим результатом в истории сборной.